# Harriet Walter
Harriet Walter est une actrice britannique, née le 24 septembre 1950 à Londres (Royaume-Uni).

## Biographie
Harriet Mary Walter est la fille de Xandra Carandini Lee (1917-2002), sœur ainée du comédien britannique Christopher Lee. Elle est aussi l'arrière-arrière-petite-fille de la cantatrice du XIXe siècle Marie Carandini.
Elle a fait ses études à la Cranborne Chase School, puis à la London Academy of Music and Dramatic Art.
Elle est devenue dame commandeur de l'ordre de l'Empire britannique le 31 décembre 2010, pour services rendus à l'art dramatique.

### Vie privée
Elle fut en couple avec Peter Blythe, jusqu'à la mort de ce dernier en 2004. Elle est mariée depuis 2011 avec l'acteur Guy Paul.

## Carrière
Elle fait ses premiers pas à la télévision en 1979 lors d'un épisode de Rebecca. L'année suivante, elle joue dans Play for Today.
Elle débute au cinéma en 1984 dans le film Reflections de Kevin Billington. L'année d'après, elle revient au cinéma dans Turtle Diary de John Irvin et The Good Father de Mike Newell aux côtés d'Anthony Hopkins et Jim Broadbent.
Après un petit rôle lors d'un épisode de Girls on Top, en 1986, elle obtient un rôle plus important l'année suivante dans A Dorothy L. Sayers Mystery. Elle reprend son rôle la même année dans Mystery !.
En 1990, elle fait son retour sur le grand écran dans le film français de Louis Malle, intitulé Milou en mai avec Michel Piccoli et Miou-Miou (entre autres), ainsi que dans They Never Slept. L'année suivante, elle tourne dans les miniséries The Men's Room et Ashenden.
En 1993, elle fait une apparition lors d'un épisode d'Inspecteur Morse et Performance. Après cela, elle tourne dans le film d’Ang Lee, Raison et Sentiments qui compte au casting Emma Thompson, Kate Winslet, Hugh Grant, Alan Rickman, Hugh Laurie, Imelda Staunton, ou encore Tom Wilkinson.
En 2002, elle joue de nouveau dans un film francophone : Villa des roses de Frank Van Passel avec Julie Delpy. L'année suivante elle est présente dans le film de Stephen Fry : Bright Young Things et lors d'un épisode de la série My Uncle Silas.
En 2005, elle est présente dans deux séries policières : Inspecteur Barnaby et Flics toujours le temps d'un épisode. Au cinéma on peut la voir dans Chromophobia de Martha Fiennes, avec qui elle collabore pour la deuxième fois après Onegin en 1999.
En 2006, elle a un petit rôle dans Babel d'Alejandro González Iñárritu, mais joue principalement à la télévision dans les séries Doctors et Miss Marple. L'année d'après, elle tourne avec James McAvoy, Keira Knightley et Saoirse Ronan dans Reviens-moi de Joe Wright.
En 2008, elle enchaîne les rôles sur le petit écran et apparaît dans The Palace, Fairy Tales, Hercule Poirot, La Petite Dorrit et 10 Days to War. Elle est également présente dans trois films : Abraham's Point, Broken Lines et Morris : A Life with Bells On.
En 2009, elle retrouve Sandra Goldbacher pour la seconde fois (après The Governess en 1998) avec le téléfilm L'école de tous les talents où sont présentes Emma Watson et Lucy Boynton au casting. Elle reprend également son rôle de Jenny Griffin, qu'elle tenait deux ans plus tôt dans Five Days, dans la série Hunter, elle obtient également un rôle dans Londres, police judiciaire (qu'elle tiendra pendant deux ans et reviendra lors d'un épisode en 2014). La même année, elle joue dans trois films : Chéri de Stephen Frears, Le Secret de Green Knowe de Julian Fellowes et  Victoria : Les Jeunes Années d'une reine de Jean-Marc Vallée (avec Emily Blunt).
Entre 2010 et 2011, elle joue dans la série This September. On la retrouve deux ans plus tard dans Downton Abbey (elle jouera dans plusieurs épisodes jusqu'en 2015), ainsi que Heading Out et By Any Means.
En 2014, elle joue dans la minisérie The Assets avec comme partenaires Jodie Whittaker, Ralph Brown et Paul Rhys (entre autres).
Elle fait son retour au cinéma, après 6 ans d'absence, en 2015 dans les films Suite française de Saul Dibb (avec Michelle Williams, Matthias Schoenaerts, Kristin Scott Thomas, Margot Robbie, ou encore Ruth Wilson), Star Wars : Le Réveil de la Force, réalisé par J. J. Abrams et Man Up de Ben Palmer (avec Simon Pegg et Lake Bell)
En 2016, elle incarne la femme de Winston Churchill dans la série historique The Crown diffusée sur Netflix. Elle tourne également dans quelques épisodes de Call the Midwife et dans le film Le Procès du Siècle. L'année suivante, elle retrouve Jim Broadbent pour le film À l'heure des souvenirs et joue dans plusieurs épisodes de Black Sails.
En 2018, elle joue dans les séries Flowers, Patrick Melrose, The Donmar Warehouse's All-Female Shakespeare Trilogy, Black Earth Rising et Succession, une série américaine diffusée sur HBO.
En 2020, elle est à l'affiche de la troisième saison de Killing Eve, elle y incarne Dasha, une tueuse professionnelle, ancien mentor de Villanelle (Jodie Comer), elle joue également aux côtés de Sandra Oh et la française Camille Cottin. On peut également la voir dans le séries The End et Belgravia.
En 2021, elle retrouvera Jodie Comer dans la série Talking Heads et le film Le Dernier Duel (The Last Duel) de Ridley Scott. Pour la série Talking Heads, elle tournera de nouveau aux côtés de Kristin Scott Thomas, Tamsin Greig et Imelda Staunton. La même année, elle incarne l'éphémère Première ministre du Royaume-Uni, Jo Patterson, dans la série britannique de science-fiction Doctor Who (épisode spécial La Révolution des Daleks).

## Filmographie

### Cinéma

#### Longs métrages
- 1984 : Reflections de Kevin Billington : Ottilie Garinger
- 1985 : Turtle Diary de John Irvin : Harriet Sims
- 1985 : The Good Father de Mike Newell : Emmy Hooper
- 1990 : Milou en mai de Louis Malle : Lily
- 1993 : L'Heure du Cochon de Leslie Megahey : Jeannine Martin
- 1994 : A Man You Don't Meet Every Day d'Angela Pope : Charlotte
- 1995 : Raison et Sentiments (Sense and Sensibility) d’Ang Lee : Fanny Ferrars Dashwood
- 1996 : The Leading Man de John Duigan : Liz Flett
- 1997 : Keep the Aspidistra Flying de Robert Bierman : Julia Comstock
- 1998 : Des chambres et des couloirs (Bedrooms and Hallways) de Rose Troche : Sybil
- 1998 : The Governess de Sandra Goldbacher : Mme Cavendish
- 1999 : Onegin de Martha Fiennes : Mme Larina
- 2002 : Villa des roses de Frank Van Passel : Olive Burrell
- 2003 : Bright Young Things de Stephen Fry : Lady Metroland
- 2005 : Chromophobia de Martha Fiennes : Penelope Aylesbury
- 2006 : Babel d'Alejandro González Iñárritu : Lilly
- 2007 : Reviens-moi (Atonement) de Joe Wright : Emily Tallis
- 2008 : Abraham's Point : Mme Nemeth
- 2008 : Broken Lines : Leah
- 2008 : Morris : A Life with Bells On : Professeur Compton Chamberlayne
- 2009 : Chéri de Stephen Frears : La Loupiote
- 2009 : Victoria : Les Jeunes Années d'une reine (The Young Victoria) de Jean-Marc Vallée : Reine Adelaide
- 2009 : Le Secret de Green Knowe (From Time to Time) de Julian Fellowes : Lady Gresham
- 2015 : Suite française de Saul Dibb : Vicomtesse de Montmort
- 2015 : Star Wars : Le Réveil de la Force (Star Wars : Episode VII – The Force Awakens) de J. J. Abrams : Dr Kallonia
- 2015 : Man Up de Ben Palmer : Fran
- 2016 : Le Procès du Siècle (Denial) de Mick Jackson : Vera Reich
- 2017 : À l'heure des souvenirs (The Sense of an Ending) de Ritesh Batra : Margaret
- 2017 : Mindhorn de Sean Foley : L'agent de Richard
- 2019 : Rocketman de Dexter Fletcher : Helen Piena
- 2021 : Le Dernier Duel (The Last Duel) de Ridley Scott : Nicole de Buchard

#### Court métrage
- 2016 : The Listener de Michael Gilhooly : Brendanowicz

### Télévision

#### Séries télévisées
- 1979 : Rebecca : Clarice
- 1980 : Play for Today : Cathy Raine
- 1985 : The Price : Frances Carr
- 1986 : Girls on Top : Une actrice
- 1987 : A Dorothy L. Sayers Mystery : Harriet Vane
- 1987 : Mystery ! : Harriet Vane
- 1989 : Theatre Night : Sheila
- 1991 : The Men's Room : Charity Walton
- 1991 : Screen Two : Amelia Cleverly
- 1991 : Ashenden : Giulia Lazzari
- 1993 : Inspecteur Morse (Inspector Morse) : Dr Esther Martin
- 1993 : Performance : Mme Dorothy Maitland
- 1994 : Hard Times : Rachel
- 1997 : A Dance to the Music of Time : Mildred Blaides
- 1998 : Unfinished Business : Amy
- 1999 : Inspecteurs associés (Dalziel and Pascoe) : Mary Waddell
- 1999 : Le Monde magique des léprechauns (The Magical Legend of the Leprechauns) : Queen Morag
- 2000 : Black Cab : Jane
- 2001 : Macbeth : Lady Macbeth
- 2001 : Meurtres en sommeil (Waking the Dead) : Annie Keel
- 2003 : My Uncle Silas : Pamela Farrell
- 2004 : MI-5 (Spooks) : Deep Throat
- 2004 : London : Virginia Woolf
- 2005 / 2013 : Inspecteur Barnaby (Midsomer Murders) : Margaret Winstanley / Diana Davenport
- 2005 : Flics toujours (New Tricks) : Madeline
- 2005 : Messiah : The Harrowing : Professeur Robb
- 2006 : Doctors : Annie Fenton
- 2006 : Miss Marple : La Duchesse de Malfi
- 2007 : Five Days : Jenny Griffin
- 2008 : The Palace : Joanna Woodward
- 2008 : Fairy Tales : Charlotte Brooks
- 2008 : Hercule Poirot : Miss Bulstrode
- 2008 : La Petite Dorrit (Little Dorrit) : Mrs. Gowan
- 2008 : 10 Days to War : Anne Campbell
- 2009 - 2011 / 2014 : Londres, police judiciaire (Law & Order : UK) : Natalie Chandler
- 2009 : Hunter : Jenny Griffin
- 2010 - 2011 : This September : Isobel Balmerino
- 2013 : Heading Out : Angela
- 2013 : By Any Means : Sally Walker
- 2013 - 2015 : Downton Abbey : Lady Shackleton
- 2014 : The Assets : Jeanne Vertefeuille
- 2015 : London Spy : Claire
- 2016 : The Crown : Clementine Churchill, épouse de Winston Churchill
- 2016 : Call the Midwife : Sœur Ursula
- 2017 : Black Sails : Marion Guthrie
- 2018 : Flowers : Hylda
- 2018 : Patrick Melrose : Princesse Margaret
- 2018 : The Donmar Warehouse's All-Female Shakespeare Trilogy : Prospero / Henry IV / Brutus
- 2018 : Black Earth Rising : Eve Ashby
- 2018 - 2019 : Succession : Lady Caroline Collingwood
- 2019 : Curfew : Helen Newman
- 2019 : The Spanish princess : Marguerite Beaufort
- 2020 : Killing Eve : Dasha (7 épisodes)
- 2020 : The End : Edie Henley
- 2020 : Belgravia : Caroline, Comtesse de Brockenhurst
- 2021 : Ted Lasso: Deborah, la mère de Rebecca Welton
- 2021 : Talking Heads : Muriel
- 2021 : Doctor Who : Jo Patterson, Première ministre
- 2022 : This Is Going to Hurt
- 2023-2024 : Silo : Martha Walker
- 2025 : Black Mirror (Hôtel Rêverie) : Judith Keyworth

#### Téléfilms
- 1981 : The Cherry Orchard de Richard Eyre : Varya
- 1984 : Amy de Nat Crosby : Amy Johnson
- 1989 : La Nuit miraculeuse d'Ariane Mnouchkine
- 1991 : Bye Bye Columbus de Peter Barnes : Reine Isabella
- 1998 : Norman Ormal : A Very Political Turtle de Metin Hüseyin : Felicity Ormal
- 2002 : George Eliot : A Scandalous Life de Mary Downes : Mary Ann Evans / George Eliot
- 2003 : Frankenstein : Birth of a Monster de Mary Downes : Mary Wollstonecraft
- 2009 : L'école de tous les talents (Ballet Shoes) de Sandra Goldbacher : Dr Smith
- 2009 : A Short Stay in Switzerland de Simon Curtis : Clare
- 2018 : My Dinner with Hervé de Sacha Gervasi : Baskin

## Voix francophones
En France, Véronique Augereau est la voix régulière d'Harriet Walter. 
En France
| - Véronique Augereau dans : - Black Earth Rising (en) (mini-série) - Killing Eve (série télévisée) - Ton Noël ou le mien ? (en) - Silo (série télévisée) - Unis même après la mort (en) - Isabelle Langlois dans : - MI-5 (série télévisée) - Le Secret de Green Knowe - Frédérique Cantrel dans : - Suite française - Le Dernier Duel - Marie-Martine dans (les séries télévisées) : - The Crown - Curfew (en) - Pauline Larrieu dans (les séries télévisées) : - Black Sails - Succession | Et aussi - Céline Monsarrat dans Raison et Sentiments - Ariane Deviègue dans La Petite Dorrit (mini-série) - Sophie Deschaumes dans Londres, police judiciaire (série télévisée) - Brigitte Virtudes dans Inspecteur Barnaby (série télévisée) - Nicole Shirer dans The Spanish Princess (mini-série) - Patricia Piazza dans Ted Lasso (série télévisée) - Blanche Ravalec dans This Is Going to Hurt (série télévisée) - Myriam Thyrion dans Archie (en) (mini-série) - Marie-Ève Dufresne dans Black Mirror (série télévisée) |